# Партія «Білоруська соціал-демократична Громада»
Білоруська соціал-демократична громада (БСДГ) — соціал-демократична партія і Білорусі. Створена 2 березня 1991 року. Продовжує традиції Білоруського соціалістичного товариства та Білоруської соціал-демократичної партії. Керівним органом між з'їздами є Центральна рада. БСДГ заявила, що вона є лівоцентристською партією парламентарного типу, яка вважає пропаганду та захист загальнолюдських цінностей, ідеалів соціал-демократії та соціального захисту трудящої людини своїм пріоритетом. Метою його діяльності є побудова незалежної демократичної, правової та соціальної білоруської держави як рівноправного суб'єкта європейської та світової спільноти. Філії та громади БСДГ працюють у всіх регіональних центрах та багатьох містах Білорусі. БСДГ протистоїть режиму Лукашенка.

## Історія
21 травня 1991 року партію зареєстрували (свідоцтво про реєстрацію № 090). 9 березня 1995 року партію перереєстрували (реєстраційне посвідчення № 012).
15 лютого 1998 року відбувся Установчий з'їзд партії. 27 травня 1998 року партія була зареєстрована Міністерством юстиції Республіки Білорусь (реєстраційне посвідчення № 042).
На початку травня 1999 року Міністерство юстиції Республіки Білорусь винесло попередження БСДГ за участь їх представників у Центральній виборчій комісії очолюваній Віктором Гончарем у «альтернативних» президентських виборах у Білорусі.
30 серпня 1999 року партія була перереєстрована (свідоцтво про реєстрацію № 007). З 1998 року Анатолій Астапенко є заступником голови Центральної ради Білоруської соціал-демократичної Грамади (БСДГ).

У центральній раді БСДГ — відомі письменники Сергій Законніков та Анатолій Вертинський. 
| Ліві лапки | Відмовляючись брати участь у подальшому політичному спектаклі (парламентські вибори 2016 року), партія БСДГ заявляє про свою рішучість вимагати реальних парламентських виборів та оголошує своє рішення провести масовий мітинг протесту 12 вересня 2016 року в Мінську з вимогою їх проведення. | Праві лапки |

У листопаді 2018 року рік Станіслава Шушкевича на посаді глави Білоруської соціал-демократичної Грамади змінив бізнесмен Сергій Черечень, колишній член Комуністичної партії Білорусі .
12 січня 2020 року на засіданні Центральної ради БСДГ вирішено висунути кандидата в президенти. Ним став голова партії Сергій Черечень .

## Голови партії
- Михайло Олександрович Ткачов (березень 1991—1992 рр.)
- Олег Анатолійович Трусов (1992—1995)
- Станіслав Станіславович Шушкевич (1998—2018)
- Сергій Володимирович Черечень[be-x-old] (2018 — донині)

Анатолій Астапенко — заступник голови БСДГ.